# Аршамбо II (граф Перигора)
Аршамбо II Талейран (Archambaud II Talleyrand) (ум. 1239, не позднее 15 сентября) — граф Перигора. Сын Эли VII (ум. после 1204) и его жены Маргариты Лиможской.
Родился ок. 1185 года.
В 1212 году принёс оммаж королю Филиппу II Августу, признав его таким образом в качестве герцога Аквитании.
В 1239 году Аршамбо II принял участие в Крестовом походе и умер по пути в Святую Землю (возможно — в Акке).
Имя его жены не известно. Дети:
- Эли VIII (1210/1215 - 1247/1251, граф Перигора
- Маргарита (ум. после апреля 1269), муж - Эблон де Сен-Астье, сеньор де Монтансей
- Раймонда, монахиня в Лигё
- ? Бозон де Гриньоль (ум. до 1251), родоначальник Талейран-Перигоров.